# Pungmes
Pungmes (Remiz pendulinus) är en liten fågel i familjen pungmesar som förekommer fläckvist i Europa och Asien. Den bygger mycket karakteristiskt pungformade bon som hängs i lövträd nära vatten. Det globala beståndet är livskraftigt, medan den i Sverige är upptagen på Artdatabankens röda lista över hotade arter, där sedan 2020 kategoriserad som akut hotad.

## Utbredning och systematik
Pungmesen häckar i stora delar av Eurasien, endast sporadiskt i västra Europa medan den är talrikare i Öst- och Sydeuropa. Österut förekommer den i ett bälte som nästan sträcker sig så långt österut som västligaste Mongoliet. Den är flyttfågel men vissa milda vintrar stannar individer kvar så långt norrut som södra Sverige. Höstflyttningen sker annars från juli till november, och den återvänder till häckningsplatserna från slutet av april till början av maj. 

### Släktskap
Pungmesens systematik är komplicerad och omdiskuterad. Tidigare fördes alla taxa inom Remiz till den enda arten R. pendulinus, men idag behandlas de vanligen som fyra arter: pungmes (R. pendulinus), svarthuvad pungmes (R. macronyx), vitkronad pungmes (R. coronatus) och kinesisk pungmes (R. consobrinus). Pungmes i begränsad mening delas in i fyra underarter med följande häckningsområden:
- europeisk pungmes[3] Remiz pendulinus pendulinus – Europa till Uralbergen, Kaukasus och i västra Turkiet.
- Remiz pendulinus menzbieri – södra och östra Turkiet till Armenien och nordvästra Iran
- Remiz pendulinus caspius – nordvästra Kazakstan till Kaspiska havet
- Remiz pendulinus jaxarticus – östra Ural till västra Sibirien och norra Kazakstan

Sedan 2019 behandlar dock bland andra IUCN återigen svarthuvad pungmes som en del av pungmesen efter genetiska studier.

### Förekomst i Sverige
Pungmesen observerades i Sverige första gången 1965 vid Krankesjön i Skåne och häckade från 1971 i landskapet. Dess antal och utbredning ökade starkt under 1980-talet, men minskade igen under 1990-talet. Idag förekommer den mycket lokalt i Götaland och Svealand, vidare norrut till en linje från södra Värmland via Närke och Västmanland till Uppland. Bon har även påträffats i Gästrikland 2006, Norrbotten 2004.

## Utseende och läte

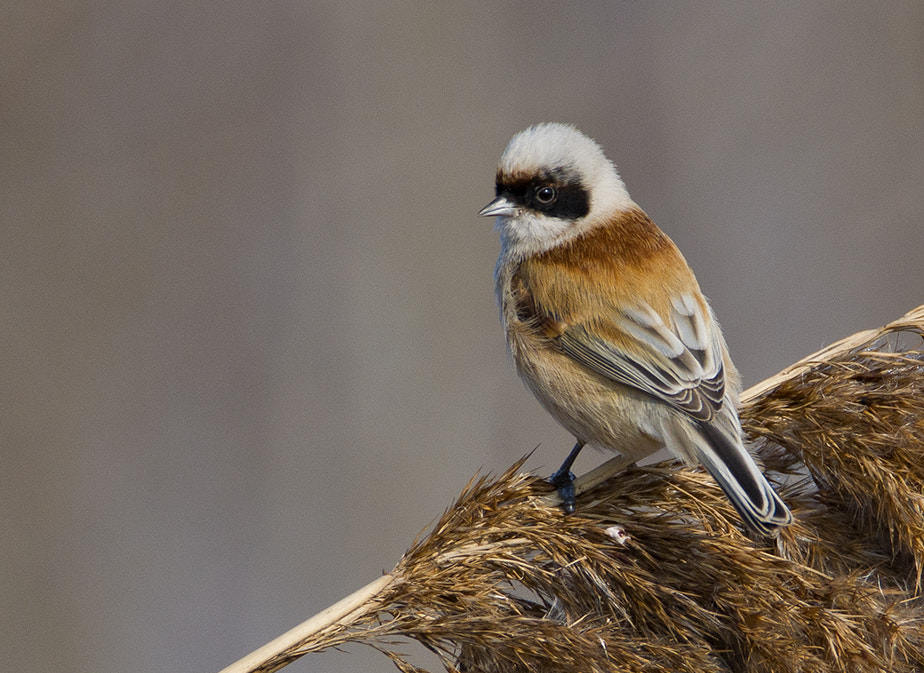
Pungmes av nominatformen.

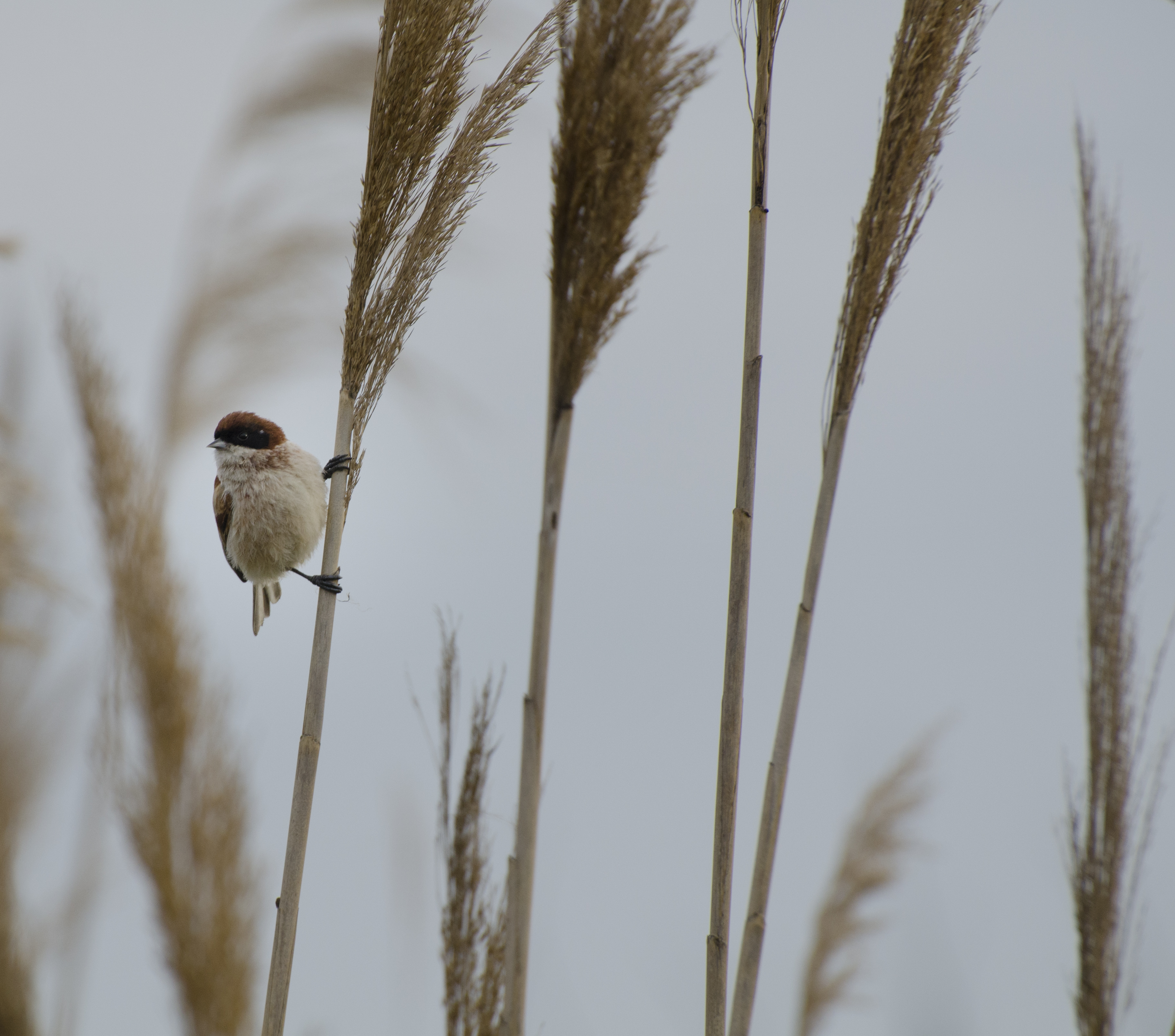
Underarten caspius, med kastanjebrunt huvud.

Pungmesen är en mycket liten fågel som mäter 10–11,5 centimeter med en karaktäristiskt konformig och spetsig näbb. Nominatformen har i sitt utbredningsområde ett mycket typiskt utseende med sitt gråa huvud, breda svarta ansiktsmask. Könen är lika men hanen har generellt större och svartare mask och en skarpare gräns mellan den bruna manteln och gråa nacken. Honan är mindre kontrastrik med diffusare färger. Ungfåglar under sensommar och tidig höst saknar iögonfallande teckning, med gulbrun ovansida och gråvit undersida.
Underarten caspius, som förekommer kring Kaspiska havet har kastanjebrunt huvud, nacke och mantel, vit strupe och ljus undersida med sandfärgade sidor och bröst, och vit buk. Den östligaste underarten jaxarticus är mycket ljusare än nominatformen, med ljust grått huvud, svart bred ansiktsmask med en liten kastanjebrun band i pannan, kanelfärgad mantel och vit undersida med ett stråk av glesa rödbruna prickar på bröstet. Denna underarten påminner mycket om vitkronad pungmes, med delvis överlappande utbredningsområde, men den senare saknar alltid det kastanjebruna i pannan.
Locklätet är ett utdraget, mycket tunt och högfrekvent ziiiyh med något fallande tonhöjd mot slutet. Sången är tystlåten, påminner lite om svartmes och hörs ofta från boöppningen.

## Ekologi

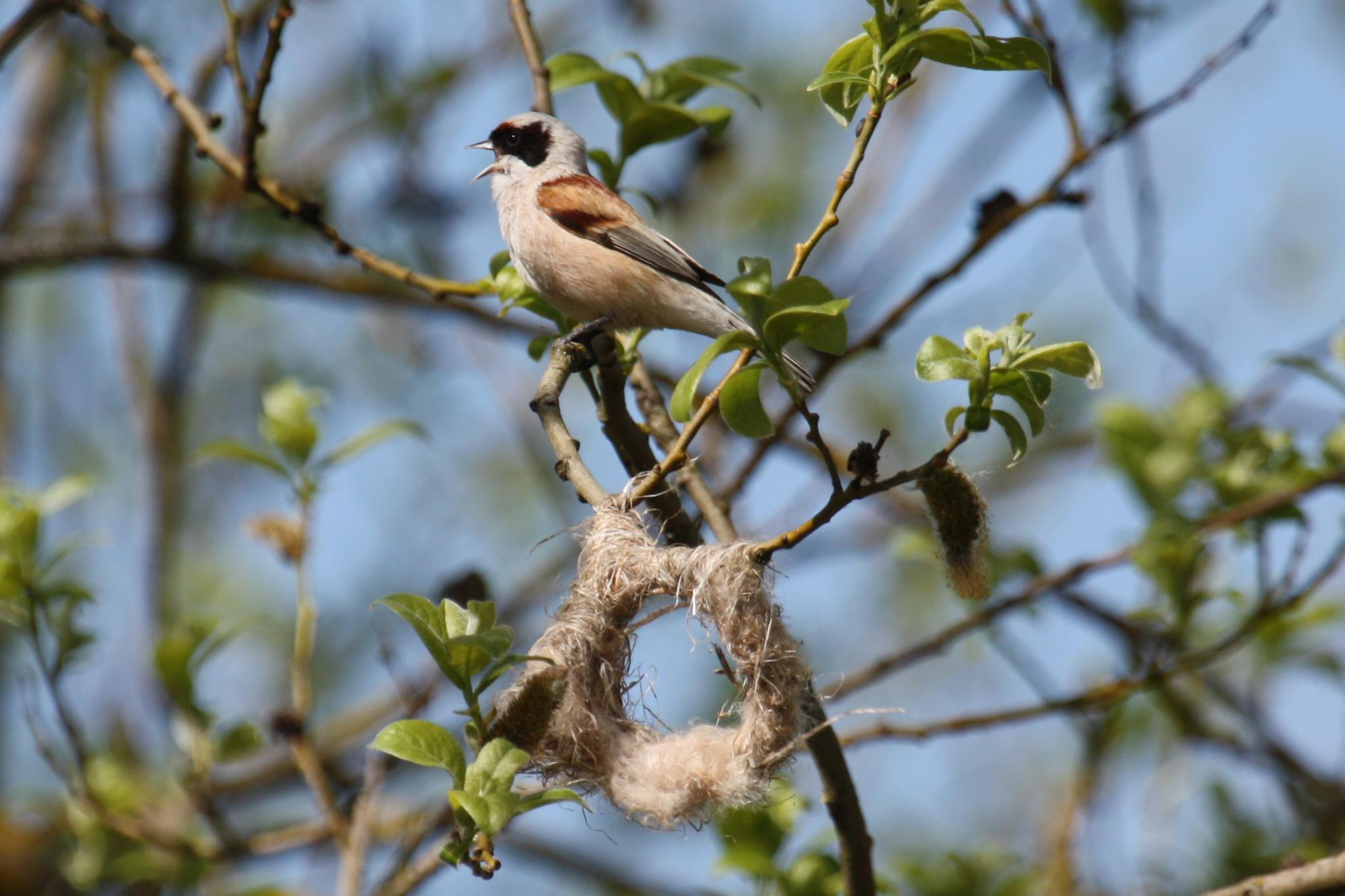
Sjungande hane vid påbörjat bobygge. Boet färdigställs bara om hanen lyckas locka till sig en hona.

### Habitat och föda
Pungmesen lever i anslutning av stillastående eller svagt rinnande vatten vid vegetationsrika stränder eller sumpmarker med träd och buskage. Den föredrar björk, vide sälg, pil och al och behöver också tillgång till gammal rörvass. Den lever av insekter, spindlar och frön som den plockar i kolvar av kaveldun, vassvippor med mera.

### Häckning

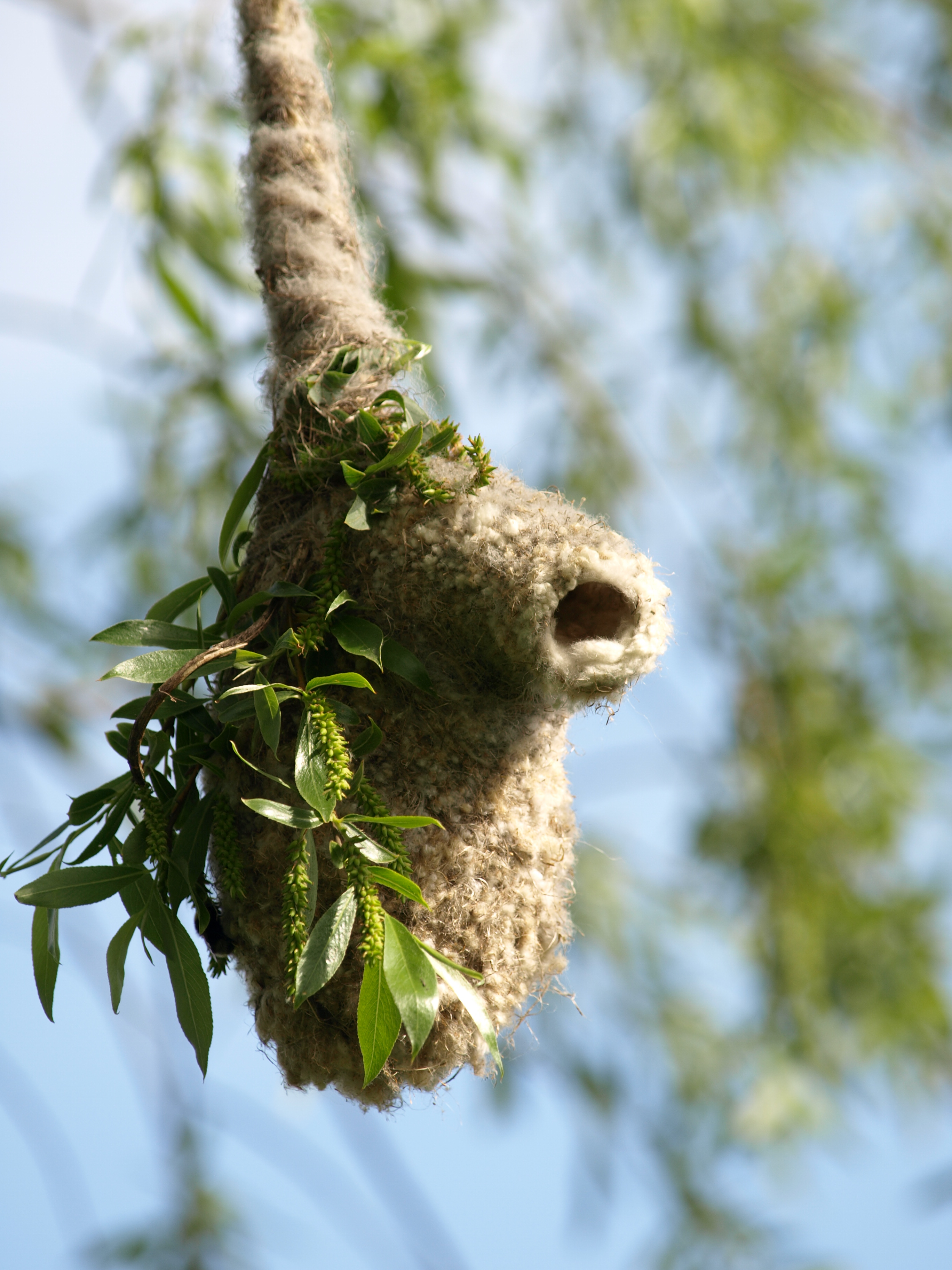
Pungmesbo

Pungmesen häckar ofta i mindre kolonier. Dess bo är pungformat, ungefär 17 centimeter högt och 11 centimeter brett och helt slutet sånär som på en liten tunnelformad öppning. Hanen påbörjar bobyggandet och försöker locka till sig en hona. Paret bygger sedan tillsammans färdigt det komplicerade boet av gräs, fröhår och växtfibrer. Boet hänger på en kvist längst ut i ett träd eller en buske, gärna över vattnet. Ofta överges boet och plundras på bomaterial för att användas vid ett nytt bobygge. Honan lägger tre till åtta ägg, som är enfärgat vita och glanslösa, och som ruvas i 12–14 dagar. Både honan och hanen kan ruva äggen och ta hand om ungarna, men bara en av föräldrarna gör det åt gången. Den andra som inte ruvar flyttar till ett nytt revir för att finna en ny partner. Detta kan upprepas flera gånger under samma häckningssäsong. Parbildningsförhållandena är mycket komplexa. Ungarna är flygga efter 22–24 dagar, men kan återvända till boet upp till tre veckor efteråt för att övernatta. Ofta lägger de två kullar per häckningssäsong.

## Pungmesen och människan

### Status och hot
Arten har ett stort utbredningsområde och en stor population, och tros öka i antal. Utifrån dessa kriterier kategoriserar internationella naturvårdsunionen IUCN arten som livskraftig (LC). I Europa tros det häcka 219 000–443 000 par. Notera dock att IUCN sedan 2019 inkluderar svarthuvad pungmes i bedömningen.

### Status i Sverige
Pungmesen minskar kraftigt i antal i Sverige, de senaste tio åren med cirka 30%. Populationen är nu nere på endast 40 häckande individer. Den uppfördes som starkt hotad på Artdatabankens rödlista 2010, men uppgraderades till den högre hotgraden akut hotad 2020.

### I kulturen
Pungmesen är Lunds kommunfågel.

## Galleri

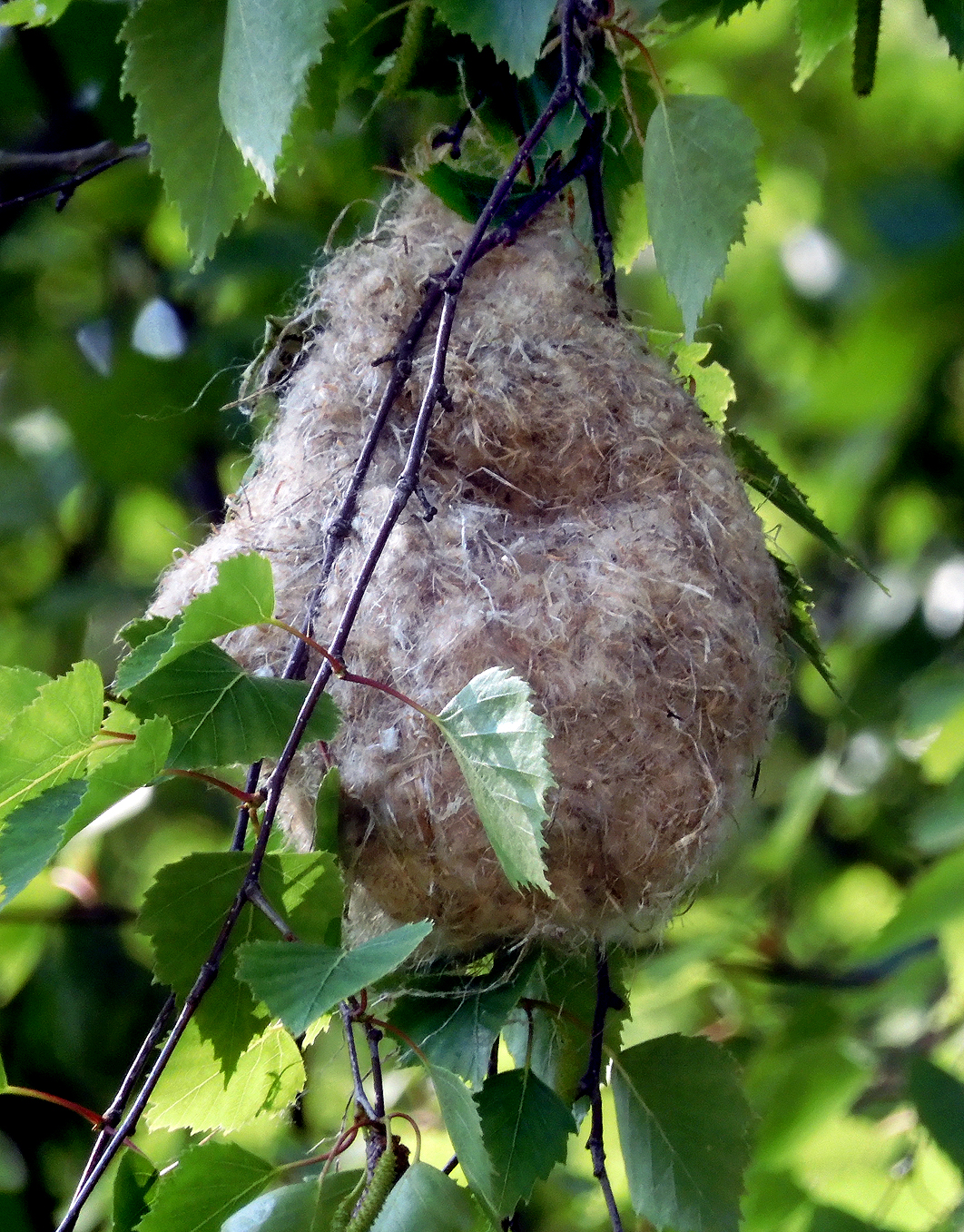
Övergivet bo efter en misslyckad häckning i Ystad 2021.
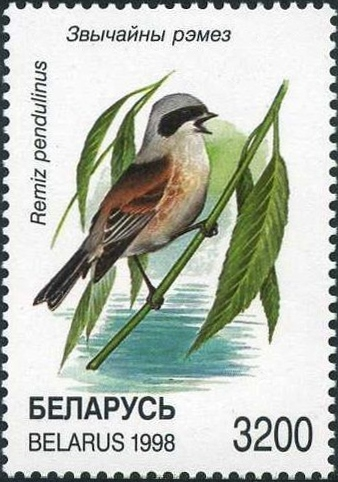
Pungmes på ett vitryskt frimärke.
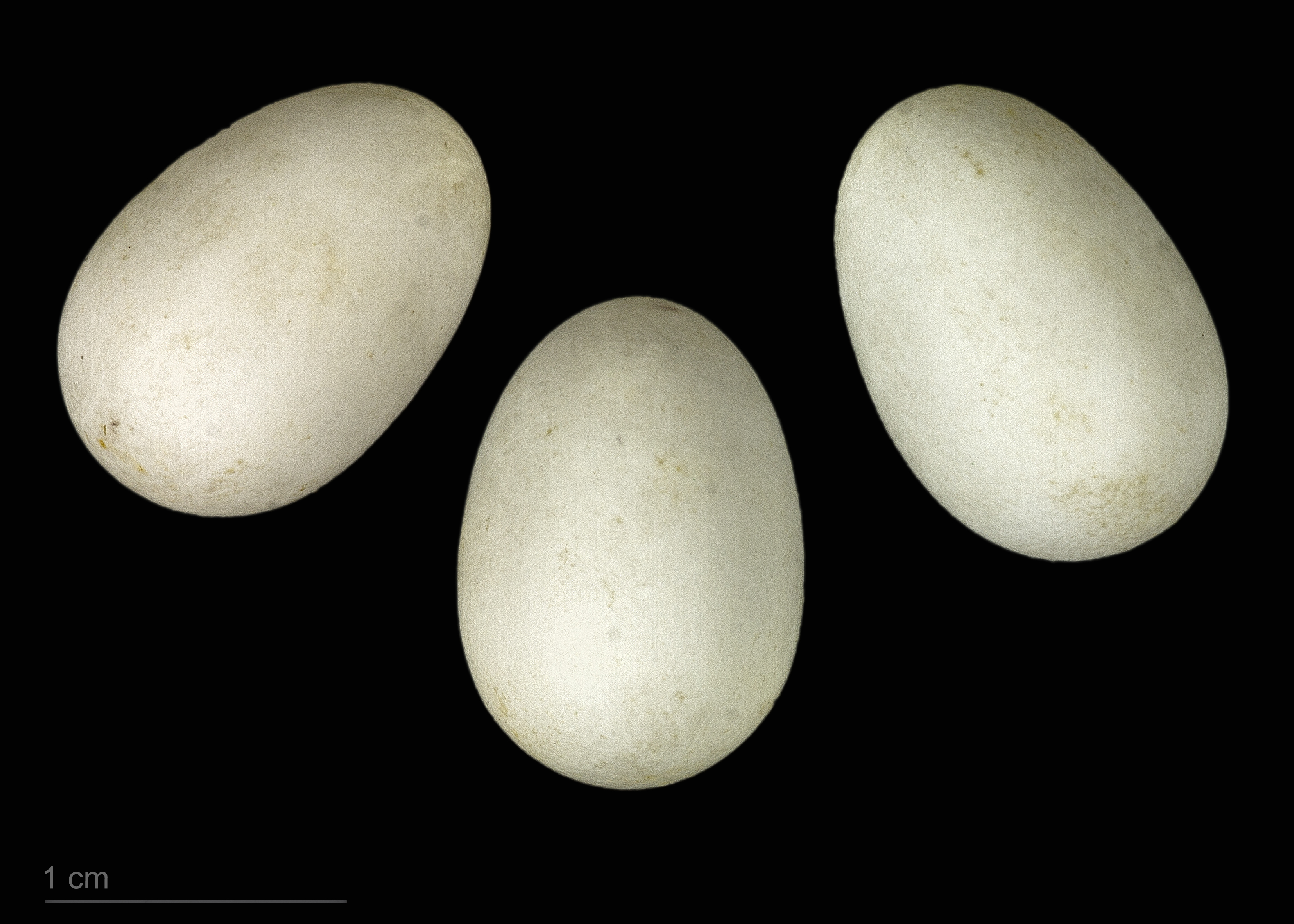
Remiz pendulinus